# ミーリアム・ヴェルテ
ミーリアム・ヴェルテ（Miriam Welte、1986年12月9日 - ）は、ドイツ、カイザースラウテルン出身の女子自転車競技（トラックレース）選手。日本のガールズケイリンでの登録名はミリアム・ベルテ。

## 来歴
2004年
- ジュニア世界選手権自転車競技大会
  - スプリント 3位

2006年
- 欧州選手権・U23部門 500mTT 優勝
- ドイツ選手権 500mTT 優勝

2007年
- ドイツ選手権 500mTT 優勝

2008年
- 欧州選手権・U23部門 ケイリン 優勝
- ドイツ選手権 500mTT 優勝

2009年
- ドイツ選手権 
  - 500mTT 優勝
  - ケイリン 優勝

2011年
- ドイツ選手権 
  - 500mTT 優勝
  - ケイリン 優勝
  - チームスプリント 優勝
- トラックレース世界選手権
  - 500mTT 3位
- 欧州選手権
  - チームスプリント 3位

2012年
- トラックレース世界選手権
  -  女子チームスプリントにクリスティーナ・フォーゲルとともに出場。予選・32秒630、決勝・32秒549はいずれも世界新記録であり、また決勝で、同種目3連覇中だった、アンナ・メアーズ、カーリー・マカラクのオーストラリアを破って優勝した。
  - 500mTT 2位
- ロンドン五輪・チームスプリントでは上記の世界選手権と同じく、クリスティーナ・フォーゲルとのペアで挑んだ。1回戦では当初3位のタイムであったため、3位決定戦に回るはずであったが、当初2番目のタイムを記録したはずのイギリスが、第2走のジェシカ・ヴァーニッシュが、退避途中の第1走であるヴィクトリア・ペンドルトンを先に抜いたとして降格[2]となり、そのため、「繰り上がって」2位のタイムとなったため、決勝で中国と対戦することになった。そして決勝では、中国に先着を許したが、後に、第2走の宮金傑が、退避途中である第1走の郭爽を先に追抜いたとして降格[3]となったため、繰り上がって金メダルを獲得することになった。

2013年
- 世界選手権自転車競技大会
  -  チームスプリント 優勝（+ クリスティーナ・フォーゲル）
  - 500mタイムトライアル 2位